# Bundesstraße 188
Pour les articles homonymes, voir B188 et Route 188.
La Bundesstraße 188 est une Bundesstraße des Länder de Basse-Saxe, Saxe-Anhalt et Brandebourg.

## Géographie
Basse-Saxe
La Bundesstraße 188 commence aux portes de la capitale de la Basse-Saxe, Hanovre, à la jonction de la Bundesstraße 3.
Sur une route de contournement achevée en 2004, il traverse la zone de production d'asperges et de betteraves à sucre après Meinersen et sur la route panoramique "route touristique allemande Alpes-mer Baltique" près de Gifhorn. Après cela, la route suit quelques kilomètres directement le long de l'Aller. Peu avant Wolfsburg, la route traverse le canal latéral à l'Elbe et le croisement de la Bundesautobahn 39.
Saxe-Anhalt
Le voyage continue sur une route panoramique à travers le parc naturel de Drömling. La route passe devant la lande de Colbitz peu peuplé en passant par l'Altmark ; sur cette section, la route B 188 est surnommée la Route de l'art roman. À Dahlen, la B 188 s'associe à la B 189  pour contourner Stendal sur 5,5 km.
Brandebourg
La B 188 se termine après 24 km dans le Land dans une jonction avec la Bundesstraße 5, qui mène vers à Berlin après environ 50 km.

## Histoire
La preußische Staatschaussee Nr. 84b entre Stendal, Tangermünde et Fischbeck est construite entre 1844 et 1847 pour relier Stendal à la Staatschaussee 85, qui vient d'être construite, entre Genthin et Havelberg. La section centrale de Stendal à Wolfsburg est construite entre 1853 et 1855 sous le nom de Kreischaussee, aux seuls frais des districts concernés. Ce n'est qu'après la construction du pont de Tangermünde sur l'Elbe en 1933 que cette route peut être parcourue en permanence.
En 1936, la route devient la Reichsstraße 188. L’objectif est d'améliorer la connexion avec la ville de Wolfsburg. En raison de la division allemande après la Seconde Guerre mondiale, la route est interrompue entre Oebisfelde et Velpke. La démarcation a lieu directement sur le pont de l'Aller.
La partie orientale en RDA est la Fernverkehrsstraße 188. Il y a toujours un passage frontalier régulier. La route est réduite à proximité immédiate de la frontière. L'ouverture de la frontière a lieu le 26 novembre 1989 à 6 heures. Le 1er juillet 1990, les contrôles aux frontières sont suspendus. La partie occidentale en République fédérale d’Allemagne s'appelle en 1949 Bundesstraße 188. Lors de la réunification allemande le 3 octobre 1990, le F 188 fusionne avec le B 188.
Jusqu'en 2001, la B 188 passe par Tangermünde. De 1997 à 2001, un nouveau pont sur l'Elbe et une voie de contournement sont bâtis au nord de la ville.
En septembre 2010, le contournement de Rathenow, commencé en 2004, est achevé. La B 188 passe maintenant à l'ouest de Rathenow, à Großwudicke, du côté sud de la ligne de Berlin à Lehrte.
Le 6 décembre 2010, le contournement de Danndorf et Velpke à l'est de Wolfsburg jusqu'à la frontière avec la Saxe-Anhalt est ouvert. Parallèlement, le contournement ultérieur d'Oebisfelde en Saxe-Anhalt est ouvert.

## Source
- (de) Cet article est partiellement ou en totalité issu de l’article de Wikipédia en allemand intitulé « Bundesstraße 188 » (voir la liste des auteurs).